# جيسيكا جود
جيسيكا جود (بالإنجليزية: Jessica Judd) هي منافسة ألعاب القوى بريطانية، ولدت في 7 يناير 1995 في روتشفورد ‏ في المملكة المتحدة.

## وصلات خارجية
- جيسيكا جود على موقع الاتحاد الدولي لألعاب القوى (الإنجليزية)
- جيسيكا جود على موقع الدوري الماسي (الإنجليزية)
- جيسيكا جود على موقع اللجنة الأولمبية الدولية (الإنجليزية)
- جيسيكا جود على موقع أوليمبيديا (الإنجليزية)
- جيسيكا جود على موقع اللجنة الأولمبية البريطانية (الإنجليزية)
- جيسيكا جود على موقع اتحاد ألعاب الكومنولث (مؤرشف) (الإنجليزية)